# Grauwe roodstaartgors
De grauwe roodstaartgors (Passerella unalaschcensis) is een zangvogel uit de familie Emberizidae (gorzen).

## Ondersoorten en verspreiding
- P. u. unalaschcensis (Gmelin, 1789) - de Aleoeten en zuidwestelijk Alaska.
- P. u. townsendi (Audubon, 1838) - zuidoostelijk Alaska en de Koningin Charlotte eilanden (zuidwestelijk Canada).
- P. u. fuliginosa Ridgway, 1899 - van de zuidoostelijke kust van Alaska tot de noordwestelijke Verenigde Staten.
- P. u. annectens Ridgway, 1900 - Yukuatat Bay (zuidoostelijk Alaska).
- P. u. insularis Ridgway, 1900 - Kodiak (zuidelijk van Alaska).
- P. u. sinuosa Grinnell, 1910 - zuidelijk Alaska
- P. u. chilcatensis Webster, 1983 - van zuidoostelijk Alaska tot noordwestelijk Brits Columbia (westelijk Canada).